# Mural on Our Street
Mural on Our Street ist ein Dokumentar-Kurzfilm von Dee Dee Halleck aus dem Jahr 1966.

## Inhalt und Hintergrund
Der 10-minütige Film stellt die den Bau eines Keramikwandgemäldes von den ersten Skizzen bis zur endgültigen Installation in der Henry Street 305 im New Yorker Lower East Side dar.
Der Film, der am 18. Januar 1965 erschien, wurde von der Filmproduktionsgesellschaft Pathé Contemporary Films inszeniert.

## Auszeichnungen
Produzent Kirk Smallman wurde für den Film bei der Oscarverleihung 1966 für den Oscar für den besten Dokumentar-Kurzfilm nominiert.